# Бабец, Павел Петрович
Павел Петрович Бабец (3 февраля 1916, город Николаев, теперь Николаевской области — ?)  — украинский советский партийный деятель, 1-й секретарь Мелитопольского городского комитета КПУ Запорожской области. Депутат Верховного Совета УССР 4-го созыва.

## Биография
В 1937—1939 годах — в Красной армии.
До 1941 года работал в городе Днепродзержинске Днепропетровской области.
С июня 1941 года — в Красной армии, участник Великой Отечественной войны. Служил заместителем командира роты по политической части 126-го стрелкового полка 71-й стрелковой дивизии 2-й Ударной армии Волховского фронта, затем заместителем командира стрелкового батальона 126-го стрелкового полка 71-й стрелковой дивизии 18-й армии 1-го Украинского фронта. В 1944 году был тяжело ранен.
Член ВКП(б) с 1942 года.
После демобилизации находился на ответственной партийной работе.
В начале 1950-х — начале 1960-х годов — 1-й секретарь Мелитопольского городского комитета КПУ Запорожской области.
Потом — на пенсии в городе Люберцы Московской области.

## Звание
- старший лейтенант

## Награды
- орден Отечественной войны I ст. (6.04.1985)
- орден Отечественной войны II ст. (18.04.1944)
- орден Красной Звезды (15.02.1943)
- ордена
- медали